# Six Jours de Boston
Les Six Jours de Boston sont une course cycliste de six jours disputée à Boston, aux États-Unis. Seize éditions ont lieu entre 1879 et 1933.
Les premiers Six Jours de Boston sont organisés individuellement en 1879 sous un grand dôme, avec les champions français et en anglais sur des vélos de la marque Pope, nouvellement créée. Il faut attendre 1896, pour connaître la deuxième édition, toujours disputée sous forme de compétition individuelle. Par la suite, les Six Jours de Boston ont lieu de manière erratique, jusqu'à sa dernière édition en 1933.

## Palmarès
| Année                           | Vainqueur                         | Deuxième                            | Troisième                    |
| ------------------------------- | --------------------------------- | ----------------------------------- | ---------------------------- |
| Six Jours individuels de Boston |                                   |                                     |                              |
| 1879                            | Charles Terront                   |                                     |                              |
| 1896                            | Robert Walthour Sr.               |                                     |                              |
| 1897                            | Charles Terront                   |                                     |                              |
| Six Jours de Boston             |                                   |                                     |                              |
| 1900                            | Robert Walthour                   | Will Stinton                        | Hugh McLean                  |
| 1901                            | Otto Maya Fred Bowler             | Hugh McLean Jim Moran               | Floyd MacFarland Blecker     |
| 1902                            | Otto Maya Floyd McFarland         | George Leander John Rutz            | Ben Munroe Howard Freeman    |
| 1903-06                         | Non-disputés                      | Non-disputés                        | Non-disputés                 |
| 1907                            | Hugh McLean Floyd Krebs           | Jim Moran Joe Fogler                | Eddy Root Walter Bardgett    |
| 1908                            | Iver Lawson Niels Marius Andersen | Worth Mitten Pat Logan              | Charles Vanoni Elmer Collins |
| 1909                            | Non-disputés                      | Non-disputés                        | Non-disputés                 |
| 1910                            | Jim Moran Frank Kramer            | Alfred Goullet Paddy Hehir          | Joe Fogler Elmer Collins     |
| 1911                            | Non-disputés                      | Non-disputés                        | Non-disputés                 |
| 1912                            | Jim Moran Joe Fogler              | Eddy Root Paddy Hehir               | John Bedell Ernie Pye        |
| 1913                            | Ivar Lawson Joe Fogler            | Eddy Root Paddy Hehir               | Percy Lawrence Jake Magin    |
| 1914                            | Alfred Goullet Alfred Hill        | Reginald McNamara Jim Moran         | Peter Drobach Ivar Lawson    |
| 1915                            | Alfred Grenda Alfred Hill         | Reginald McNamara Bob Spears        | Jake Magin Menus Bedell      |
| 1916                            | Alfred Goullet Alfred Grenda      | Jake Magin Frank Corry              | Lloyd Thomas Peter Lawrence  |
| 1917-25                         | Non-disputés                      | Non-disputés                        | Non-disputés                 |
| 1926                            | Harris Horder Alec McBeath        | Robert Walthour Jr. Anthony Beckman | Dave Lands Otto Petri        |
| 1927-32                         | Non-disputés                      | Non-disputés                        | Non-disputés                 |
| 1933 (1)                        | Norman Hill Dave Lands            | Willie Grimm Edoardo Severgnini     | Charly Ritter Franz Duelberg |
| 1933 (2)                        | Norman Hill Albert Crossley       | Robert Walthour Jr. Tino Reboli     | Dave Lands Charly Ritter     |